# Малаешты (Оргеевский район)
Малаешты, Мэлэешть (рум. Mălăieşti) — село в Оргеевском районе Молдавии. Является административным центром коммуны Малаешты, включающей также село Тырзиены.

## География
Село расположено на высоте 37 метров над уровнем моря.

## Население
По данным переписи населения 2004 года, в селе Мэлэешть проживает 1148 человек (541 мужчина, 607 женщин).
Этнический состав села:
| Национальность | Число жителей | Процентный состав |
| -------------- | ------------- | ----------------- |
| молдаване      | 1056          | 91,99             |
| румыны         | 72            | 6,27              |
| украинцы       | 12            | 1,05              |
| русские        | 6             | 0,52              |
| прочие         | 2             | 0,17              |
| Всего          | 1148          | 100 %             |

## История
В 1974 году комсомольско-молодёжный коллектив молочнотоварной фермы племсовхоза «Малаешты» Оргеевского района стал лауреатом Премии комсомола Молдавии имени Бориса Главана в области производства.

## Известные уроженцы
- Шлопак, Евгений (род. 1951) — молдавский политик, вице-премьер и министр экономики.